# 桜井能監

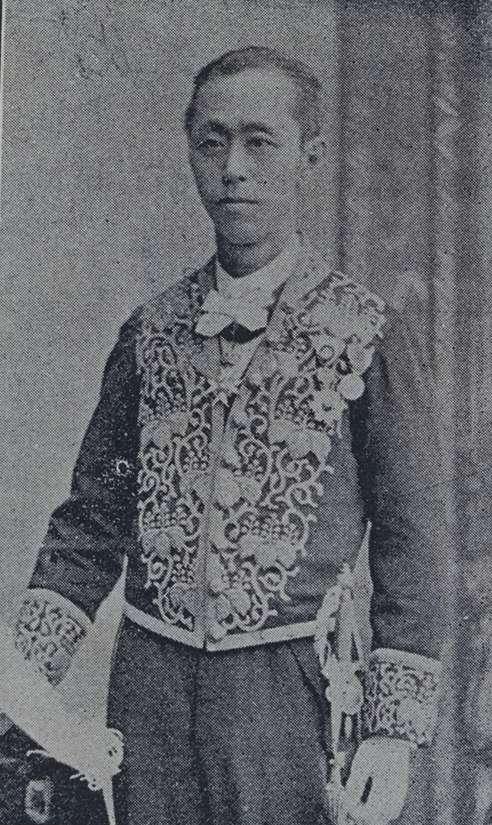
桜井能監

桜井 能監（さくらい よしたか、1844年7月24日〈天保15年6月10日〉 - 1898年〈明治31年〉6月4日）は、日本の宮内省官僚。錦鶏間祗候。

## 人物
明治元年(1868年)、議政官書記任官となり、累進して明治11年、内務権大書記官兼太政官少書記官、明治17年(1884年)、宮内大書記官兼掌典、明治19年(1886年)、宮内書記官補内事課長に任ぜらる。
明治20年(1887年)7月8日、宮内省書記官であった桜井能監は「板垣辞爵問題」で世間が揺れ動く中、板垣退助の滞在先である芝の「金虎館」を訪ね「陛下の叡慮は前日と変わらない」旨を告げ、叙爵に関する宮内省としての最後の説得を行った。
明治22年(1889年)、内大臣秘書官、等を歴任。この間、小松宮別当や山階宮別当なども務めた。1897年（明治30年）9月7日に依願退職すると、錦鶏間祗候を仰せ付けられた。
建築家の桜井小太郎は長男。

## 栄典・授章・授賞
位階
- 1874年（明治7年）6月14日 - 正七位[3]
- 1875年（明治8年）10月24日 - 従六位[3]
- 1879年（明治12年）12月17日 - 正六位[3]
- 1881年（明治14年）9月12日 - 従五位[3]
- 1886年（明治19年）11月16日 - 正五位[3][4]
- 1888年（明治21年）5月21日 - 従四位[3][5]
- 1896年（明治28年）9月30日 - 正四位[3]
- 1899年（明治31年）5月31日 - 従三位[6]

勲章等
- 1882年（明治15年）6月17日 - 勲五等双光旭日章[3]
- 1887年（明治20年）11月25日 - 勲四等旭日小綬章[3]
- 1889年（明治22年）8月3日 - 大日本帝国憲法発布記念章[3]
- 1896年（明治28年）
  - 6月21日 - 勲三等瑞宝章[3]
  - 10月31日 - 勲三等旭日中綬章[3]
  - 11月18日 - 明治二十七八年従軍記章[3]

外国勲章佩用允許
- 1885年（明治18年）5月25日 – スウェーデン＝ノルウェー連合王国：北極星第二等乙級勲章[3][7]